# Abel Hernández (futbolista)
Abel Juan Martin Mathías Hernández Dotta Platero (Pando, Canelones, Uruguay, 8 de agosto de 1990) es un futbolista uruguayo que juega como delantero y actualmente se encuentra en  Liverpool Fútbol Club de la Primera división de Uruguay .

## Trayectoria

### Sus inicios
Durante su infancia y preadolescencia, jugó en la Institución Atlética Atlanta Juniors, de la ciudad de Pando, siendo su inicio futbolístico. 
Luego fue fichado por Central Español, donde se integró a sus planteles de formativas y terminó debutando oficialmente en primera división.

### Peñarol
En julio de 2008, por pedido del técnico Mario Saralegui, Abel Hernández fue cedido por un año a Peñarol con opción de compra. Luego de comenzado el Torneo Apertura 2008 y de que varias de sus fechas transcurrieran, el 17 de octubre se le detectó una arritmia ventricular, una enfermedad cardíaca que, dependiendo de su gravedad, podía resultar riesgosa para la vida del futbolista. Tras 32 días durante los cuales no se le permitió entrenarse y se lo sometió a numerosos exámenes médicos, finalmente Hernández recibió el visto bueno para regresar a las canchas, descartándose por completo que pudiera sufrir una muerte súbita en un campo de fútbol, ya que su enfermedad difiere de, por ejemplo, la que acabó con la vida del futbolista español Antonio Puerta. Después de una extensa trayectoria en el exterior a los 32 años el 27 de diciembre de 2022 decide regresar a Peñarol club del que es hincha confeso.

### Palermo
En febrero de 2009 es transferido al Palermo italiano por 3,8 millones de euros, en primera instancia, en la filial Palermo Primavera, donde apenas pudo participar en 5 encuentros, pero aun así logrando ser campeón de la Liga Italiana Primavera 2008-09.
En la temporada 2009-10 ingresaba regularmente, compartiendo la dupla con Edinson Cavani o Fabrizio Miccoli. Luego de que en el mercado de verano de 2010 Cavani fuera transferido al Napoli, el puesto de centro delantero quedó vacante, lo que le permitió a Hernández ser tenido más en cuenta por el entrenador, aunque debido a varias lesiones, entre ellas una rotura de ligamentos, no logró tener una constancia marcada.
En la temporada 2013-14 se corona campeón de la Serie B, anotando 14 tantos en 28 encuentros disputados, teniendo una actuación de peso para el ascenso del club a primera división.
Actualmente, Abel Hernández es el décimo mayor goleador del Palermo Football Club con 36 goles.

### Hull City
En septiembre de 2014 es fichado por el Hull City de la Premier League de Inglaterra a cambio de 12 millones de euros. Con Los Tigres disputó cuatro temporadas, dos de ellas en la Premier League y otras dos en la Championship (segunda división inglesa).
En el Hull City tuvo un rol principalmente como titular, siéndolo en 79 de 125 partidos en los que estuvo disponible. Al igual que con su anterior club, tuvo una serie de lesiones que lo dejaron fuera de las canchas en 48 ocasiones, 28 de ellas por una cirugía en el tendón de Aquiles.

### CSKA Moscú
Tras finalizar el contrato con el Hull City, llegó en condición de libre al conjunto ruso en agosto de 2018. Con en conjunto moscovita Hernández debuta en Champions League, en la derrota ante el Real Madrid por 3 a 0 en el estadio Santiago Bernabéu.

### Al-Ahli Doha
Teniendo apenas dos titularidades en 15 encuentros, perdiéndose 16 partidos por lesión y anotando solo 3 goles, Hernández quedó nuevamente en condición de libre, por lo que en julio de 2019 se anuncia su llegada al Al-Ahli Doha de Catar. Con el conjunto catarí pudo tener un mejor desempeño, logrando la titularidad en 15 de 17 encuentros que disputó y anotando 7 goles en la temporada que jugó allí.

### Internacional
Cuando aún restaba una temporada de contrato en Catar, Abel es liberado, recalando en el Inter de Porto Alegre. Con el conjunto brasilero tuvo un rol mayoritariamente como suplente, siendo titular en menos de la mitad de partidos que disputó.
El 17 de septiembre de 2020 debuta por Copa Libertadores en la victoria del Inter por 4 a 3 sobre América de Cali en el Beira-Rio. En dicho encuentro jugó 65 minutos, los cuales le bastaron para anotar dos goles, siendo clave para el triunfo de su equipo.

### Fluminense
Tras finalizar el contrato con el Internacional y quedar nuevamente en condición de libre, arriba al Fluminense, donde tendría un rol y desempeño similar al que tuvo en su anterior equipo.

### Atlético de San Luis
En enero de 2022 llega como agente libre al Atlético de San Luis de México, donde disputó 35 partidos y convirtió 11 goles. Tuvo su mejor desempeño en el Apertura 2022, donde anotó un triplete a Pumas UNAM en la victoria por 3 a 2 del Atlético de San Luis.

### Club Atlético Rosario Central
Se confirma la llegada de Abel Hernández a Rosario Central para el 2024, luego de quedar libre de Peñarol.

### Liverpool Fútbol Club
Llega en calidad de libre desde Rosario Central de Argentina, club al que llegó a principios de 2024, y en el que no pudo alternar debido a las lesiones, un problema que lo persigue desde hace años.

## Selección nacional

### Selecciones juveniles
El 9 de julio de 2012 fue incluido en la lista de 18 jugadores que participaron del Torneo masculino de fútbol en las Olimpiadas de Londres 2012.

#### Participaciones en campeonatoSudamericano sub-20
| Campeonato                  | Sede      | Resultado     | Partidos | Goles |
| --------------------------- | --------- | ------------- | -------- | ----- |
| Sudamericano Sub-20 de 2009 | Venezuela | Tercer puesto | 9        | 5     |

#### Participaciones enCopa Mundial sub-20
| Mundial                     | Sede   | Resultado        | Partidos | Goles |
| --------------------------- | ------ | ---------------- | -------- | ----- |
| Copa Mundial Sub-20 de 2009 | Egipto | Octavos de final | 4        | 1     |

#### Participaciones enJuegos Olímpicos
| Juegos Olímpicos | Sede        | Resultado      | Partidos | Goles |
| ---------------- | ----------- | -------------- | -------- | ----- |
| Londres 2012     | Reino Unido | Fase de grupos | 1        | 0     |

### Selección absoluta
El 11 de agosto de 2010 debutó con la selección uruguaya en un partido amistoso contra Angola en Lisboa, convirtiendo el segundo gol del triunfo uruguayo por 2 a 0.
El 12 de mayo de 2014 el entrenador de la selección uruguaya, Óscar Washington Tabárez, incluyó a Hernández en la lista provisional de 25 jugadores con los que inició la preparación para el Copa Mundial de 2014. Finalmente fue confirmado en la lista definitiva de 23 jugadores el 31 de mayo.
Fue uno de los goleadores de la Copa Confederaciones 2013 con 4 goles. Los 4 goles los marcó en el partido en que Uruguay derrotó 8 a 0 a Tahití, por la segunda fecha del Grupo B.
Convirtió un tanto en el partido contra Colombia en las Eliminatorias para Rusia 2018, en el que Uruguay venció 3 a 0. Fue un gol de gran factura técnica, por el que recibió muchos elogios del periodismo local.

#### Participaciones enCopa Confederaciones
| Copa                      | Sede   | Resultado | Partidos | Goles |
| ------------------------- | ------ | --------- | -------- | ----- |
| Copa Confederaciones 2013 | Brasil | 4.º lugar | 1        | 4     |

#### Participaciones enCopa Mundial de Fútbol
| Mundial              | Sede   | Resultado        | Partidos | Goles |
| -------------------- | ------ | ---------------- | -------- | ----- |
| Copa Mundial de 2014 | Brasil | Octavos de final | 2        | 0     |

#### Participaciones enCopa América
| Copa              | Sede           | Resultado        | Partidos | Goles |
| ----------------- | -------------- | ---------------- | -------- | ----- |
| Copa América 2011 | Argentina      | Campeón          | 2        | 0     |
| Copa América 2015 | Chile          | Cuartos de final | 3        | 0     |
| Copa América 2016 | Estados Unidos | Fase de grupos   | 2        | 1     |

### Participaciones con la selección nacional
| Partidos | Partidos          | Partidos  | Partidos                | Partidos                   | Partidos                      | Partidos                      | Partidos                   | Partidos                        | Partidos                                                    |
| N.º      | Rival             | Resultado | Fecha                   | Lugar                      | Competencia                   | Goles                         | Cambio                     | DT                              | Ref.                                                        |
| -------- | ----------------- | --------- | ----------------------- | -------------------------- | ----------------------------- | ----------------------------- | -------------------------- | ------------------------------- | ----------------------------------------------------------- |
| 1        | Angola            | 2:0 (0:0) | 11 de agosto de 2010    | Lisboa Portugal            | Amistoso                      | 90'                           | 71' por Sebastián Abreu    | Juan Verzeri (Óscar W. Tabárez) | 1                                                           |
| 2        | Estonia           | 0:2 (0:0) | 25 de marzo de 2011     | Tallin Estonia             | Amistoso                      | –                             | –                          | Óscar W. Tabárez                | 2                                                           |
| 3        | Irlanda           | 3:2 (3:1) | 29 de marzo de 2011     | Dublín Irlanda             | Amistoso                      | 22'                           | 84' por Sebastián Eguren   | Óscar W. Tabárez                | 3                                                           |
| 4        | Países Bajos      | 1:1 (0:0) | 8 de junio de 2011      | Montevideo · Uruguay       | Amistoso                      | –                             | 77' por Diego Forlán       | Óscar W. Tabárez                | 4                                                           |
| 5        | Estonia           | 3:0 (1:0) | 23 de junio de 2011     | Rivera · Uruguay           | Amistoso                      | –                             | 72' por Luis Suárez        | Óscar W. Tabárez                | 5                                                           |
| 6        | Perú              | 1:1 (1:1) | 4 de julio de 2011      | San Juan Argentina         | Grupo C Copa América 2011     | –                             | 78' por Edinson Cavani     | Óscar W. Tabárez                | 6                                                           |
| 7        | Perú              | 2:0 (0:0) | 19 de julio de 2011     | La Plata Argentina         | Semifinales Copa América 2011 | –                             | 70' por Luis Suárez        | Óscar W. Tabárez                | 7                                                           |
| 8        | Ucrania           | 3:2 (1:2) | 2 de septiembre de 2011 | Járkov · Ucrania           | Amistoso                      | 86'                           | 78' por Álvaro González    | Óscar W. Tabárez                | 8                                                           |
| 9        | Francia           | 1:0 (0:0) | 5 de junio de 2013      | Montevideo · Uruguay       | Amistoso                      | –                             | 66' por Edinson Cavani     | Óscar W. Tabárez                | 9                                                           |
| 10       | Tahití            | 8:0 (4:0) | 23 de junio de 2013     | Recife · Brasil            | Copa Confederaciones 2013     | 2' · 24' · 45+1' · 67' (pen.) | –                          | Óscar W. Tabárez                | 10 Archivado el 26 de junio de 2013 en Wayback Machine.     |
| 11       | Jordania          | 0:0       | 20 de noviembre de 2013 | Montevideo · Uruguay       | Repechaje Copa Mundial 2014   | –                             | 82' por Edinson Cavani     | Óscar W. Tabárez                | 26 Archivado el 22 de noviembre de 2013 en Wayback Machine. |
| 12       | Irlanda del Norte | 1:0       | 31 de mayo de 2014      | Montevideo · Uruguay       | Amistoso                      | –                             | 65' por Edinson Cavani     | Óscar W. Tabárez                | 27                                                          |
| 13       | Costa Rica        | 1:3       | 14 de junio de 2014     | Fortaleza · Brasil         | Copa Mundial 2014             | –                             | 76' por Cristian Rodríguez | Óscar W. Tabárez                | 28                                                          |
| 14       | Colombia          | 0:2       | 28 de junio de 2014     | Río de Janeiro · Brasil    | Copa Mundial 2014             | –                             | 67' por Álvaro González    | Óscar W. Tabárez                | 29                                                          |
| 15       | Japón             | 2:0       | 5 de septiembre de 2014 | Sapporo Japón              | Amistoso                      | 70'                           | 65' por Diego Rolán        | Óscar W. Tabárez                | 30                                                          |
| 16       | Corea del Sur     | 1:0       | 8 de septiembre de 2014 | Goyang Corea del Sur       | Amistoso                      | -                             | 78' por Diego Rolán        | Óscar W. Tabárez                | 31                                                          |
| 17       | Arabia Saudita    | 1:0       | 10 de octubre de 2014   | Riad Arabia Saudita        | Amistoso                      | -                             | 70' por Luis Suárez        | Óscar W. Tabárez                | 32                                                          |
| 18       | Chile             | 2:1       | 28 de marzo de 2015     | Santiago · Chile           | Amistoso                      | -                             | 80' por Edinson Cavani     | Óscar W. Tabárez                | 33                                                          |
| 19       | Guatemala         | 5:1       | 7 de junio de 2015      | Montevideo · Uruguay       | Amistoso                      | 57' · 55' a G. de Arrascaeta  | 46' por Edinson Cavani     | Óscar W. Tabárez                | 34                                                          |
| 20       | Argentina         | 0:1       | 17 de junio de 2015     | La Serena · Chile          | Copa América 2015             | -                             | 69' por Nicolás Lodeiro    | Óscar W. Tabárez                | 35                                                          |
| 21       | Paraguay          | 1:1       | 20 de junio de 2015     | La Serena · Chile          | Copa América 2015             | -                             | 46' por Cristhian Stuani   | Óscar W. Tabárez                | 36                                                          |
| 22       | Chile             | 0:1       | 25 de junio de 2015     | Santiago · Chile           | Copa América 2015             | -                             | 58' por Diego Rolán        | Óscar W. Tabárez                | 37                                                          |
| 23       | Bolivia           | 2:0       | 8 de octubre de 2015    | La Paz · Bolivia           | Eliminatorias para Rusia 2018 | -                             | 62' por Diego Rolán        | Celso Otero                     | 38                                                          |
| 24       | Colombia          | 3:0       | 13 de octubre de 2015   | Montevideo · Uruguay       | Eliminatorias para Rusia 2018 | 88'                           | 72' por Carlos Sánchez     | Celso Otero                     | 39                                                          |
| 25       | Ecuador           | 1:2       | 12 de noviembre de 2015 | Quito · Ecuador            | Eliminatorias para Rusia 2018 | -                             | 86' por Michael Santos     | Óscar W. Tabárez                | 40                                                          |
| 26       | México            | 1:3       | 6 de junio de 2016      | Phoenix Estados Unidos     | Copa América 2016             | -                             | 60' por Diego Rolán        | Óscar W. Tabárez                | 41                                                          |
| 27       | Jamaica           | 3:0       | 14 de junio de 2016     | Santa Clara Estados Unidos | Copa América 2016             | 21'                           | 74' por Gastón Ramírez     | Óscar W. Tabárez                | 42                                                          |
| 28       | Paraguay          | 4:0       | 6 de septiembre de 2016 | Montevideo · Uruguay       | Eliminatorias para Rusia 2018 | -                             | 75' por Luis Suárez        | Óscar W. Tabárez                | 43                                                          |
| 29       | Brasil            | 1:4       | 23 de marzo de 2017     | Montevideo · Uruguay       | Eliminatorias para Rusia 2018 | -                             | 76' por Carlos Sánchez     | Óscar W. Tabárez                | 44                                                          |

## Clubes
- Actualizado al último partido disputado el 10 de agosto de 2025.

| Club                  | País          | Año           | Part. | Goles |
| --------------------- | ------------- | ------------- | ----- | ----- |
| Central Español F. C. | Uruguay       | 2006-2008     | 30    | 9     |
| C. A. Peñarol         | Uruguay       | 2008-2009     | 8     | 3     |
| U. S. Palermo         | Italia        | 2009-2014     | 122   | 36    |
| Hull City A. F. C.    | Inglaterra    | 2014-2018     | 110   | 39    |
| P. F. C. CSKA Moscú   | Rusia         | 2018-2019     | 15    | 3     |
| Al-Ahli Doha          | Catar         | 2019-2020     | 23    | 13    |
| S. C. Internacional   | Brasil        | 2020-2021     | 31    | 6     |
| Fluminense F. C.      | Brasil        | 2021          | 40    | 9     |
| Atlético San Luis     | México        | 2022          | 35    | 11    |
| C. A. Peñarol         | Uruguay       | 2023          | 26    | 12    |
| C. A. Rosario Central | Argentina     | 2024          | 5     | 0     |
| Liverpool F. C.       | Uruguay       | 2024- act.    | 30    | 17    |
| Total carrera         | Total carrera | Total carrera | 475   | 158   |

### Estadísticas
Actualizado al 10 de agosto de 2025.
| Central Español · Uruguay | 1.ª           | 2006-07       | 6   | 0   | - | - | -  | -  | -  | - | 6   | 0   |
| Central Español · Uruguay | 1.ª           | 2007-08       | 24  | 9   | - | - | -  | -  | -  | - | 24  | 9   |
| Central Español · Uruguay | Total club    | Total club    | 30  | 9   | - | - | -  | -  | -  | - | 30  | 9   |
| Peñarol · Uruguay | 1.ª           | 2008-09       | 8   | 3   | - | - | -  | -  | -  | - | 8   | 3   |
| Peñarol · Uruguay | Total club    | Total club    | 8   | 3   | - | - | -  | -  | -  | - | 8   | 3   |
| Palermo · Italia | 1.ª           | 2008-09       | 6   | 0   | - | - | -  | -  | -  | - | 6   | 0   |
| Palermo · Italia | 1.ª           | 2009-10       | 21  | 7   | - | - | 1  | 0  | -  | - | 22  | 7   |
| Palermo · Italia | 1.ª           | 2010-11       | 22  | 3   | - | - | 3  | 1  | 4  | 4 | 29  | 8   |
| Palermo · Italia | 1.ª           | 2011-12       | 20  | 6   | - | - | -  | -  | -  | - | 20  | 6   |
| Palermo · Italia | 1.ª           | 2012-13       | 14  | 1   | - | - | 1  | 0  | -  | - | 15  | 1   |
| Palermo · Italia | 2.ª           | 2013-14       | 28  | 14  | - | - | 2  | 0  | -  | - | 30  | 14  |
| Palermo · Italia | Total club    | Total club    | 111 | 31  | - | - | 7  | 1  | 4  | 4 | 122 | 36  |
| Hull City Inglaterra | 1.ª           | 2014-15       | 25  | 4   | - | - | 1  | 0  | -  | - | 26  | 4   |
| Hull City Inglaterra | 2.ª           | 2015-16       | 42  | 21  | - | - | 3  | 1  | -  | - | 45  | 22  |
| Hull City Inglaterra | 1.ª           | 2016-17       | 24  | 4   | - | - | 5  | 1  | -  | - | 29  | 5   |
| Hull City Inglaterra | 2.ª           | 2017-18       | 10  | 8   | - | - | -  | -  | -  | - | 10  | 8   |
| Hull City Inglaterra | Total club    | Total club    | 101 | 37  | - | - | 9  | 2  | -  | - | 110 | 39  |
| CSKA Moscú · Rusia | 1.ª           | 2018-19       | 14  | 3   | - | - | -  | -  | 1  | 0 | 15  | 3   |
| CSKA Moscú · Rusia | Total club    | Total club    | 14  | 3   | - | - | -  | -  | 1  | 0 | 15  | 3   |
| Al-Ahli Catar | 1.ª           | 2019-20       | 17  | 7   | - | - | 6  | 6  | -  | - | 23  | 13  |
| Al-Ahli Catar | Total club    | Total club    | 17  | 7   | - | - | 6  | 6  | -  | - | 23  | 13  |
| Internacional · Brasil | 1.ª           | 2020          | 23  | 3   | - | - | 3  | 0  | 3  | 2 | 29  | 5   |
| Internacional · Brasil | 1.ª           | 2021          | -   | -   | 2 | 1 | -  | -  | -  | - | 2   | 1   |
| Internacional · Brasil | Total club    | Total club    | 23  | 3   | 2 | 1 | 3  | 0  | 3  | 2 | 31  | 6   |
| Fluminense · Brasil | 1.ª           | 2021          | 23  | 3   | 5 | 2 | 5  | 3  | 7  | 1 | 40  | 9   |
| Fluminense · Brasil | Total club    | Total club    | 23  | 3   | 5 | 2 | 5  | 3  | 7  | 1 | 40  | 9   |
| San Luis · México | 1.ª           | 2021-22       | 18  | 3   | - | - | -  | -  | -  | - | 18  | 3   |
| San Luis · México | 1.ª           | 2022-23       | 17  | 8   | - | - | -  | -  | -  | - | 17  | 8   |
| San Luis · México | Total club    | Total club    | 35  | 11  | - | - | -  | -  | -  | - | 35  | 11  |
| Peñarol · Uruguay | 1.ª           | 2023          | 22  | 12  | - | - | -  | -  | 4  | 0 | 26  | 12  |
| Peñarol · Uruguay | Total club    | Total club    | 22  | 12  | - | - | -  | -  | 4  | 0 | 26  | 12  |
| Rosario Central Argentina | 1.ª           | 2024          | -   | -   | - | - | 5  | 0  | -  | - | 5   | 0   |
| Rosario Central Argentina | Total club    | Total club    | -   | -   | - | - | 5  | 0  | -  | - | 5   | 0   |
| Liverpool · Uruguay | 1.ª           | 2024          | 5   | 2   | - | - | -  | -  | -  | - | 5   | 2   |
| Liverpool · Uruguay | 1.ª           | 2025          | 24  | 14  | - | - | 1  | 1  | -  | - | 25  | 15  |
| Liverpool · Uruguay | Total club    | Total club    | 29  | 16  | - | - | 1  | 1  | -  | - | 30  | 17  |
| Total carrera | Total carrera | Total carrera | 413 | 135 | 7 | 3 | 36 | 13 | 19 | 7 | 475 | 158 |
| (1) Incluye Campeonato Gaucho y Campeonato Carioca. (2) Incluye Copa Italia, EFL Cup, FA Cup, Copa de las Estrellas, Copa del Emir de Catar, Copa de Brasil, Copa de la Liga Profesional y Copa Argentina. (3) Incluye UEFA Europa League, UEFA Champions League, Copa Libertadores y Copa Sudamericana. |               |               |     |     |   |   |    |    |    |   |     |     |

## Palmarés

### Títulos nacionales
| Título          | Club            | País    | Año     |
| --------------- | --------------- | ------- | ------- |
| Serie B         | U. S. Palermo   | Italia  | 2013-14 |
| Torneo Apertura | C. A. Peñarol   | Uruguay | 2023    |
| Torneo Apertura | Liverpool F. C. | Uruguay | 2025    |

### Títulos internacionales
| Título       | Equipo               | Sede      | Año  |
| ------------ | -------------------- | --------- | ---- |
| Copa América | Selección de Uruguay | Argentina | 2011 |

### Otros logros
| Logro                    | Club               | País       | Año     |
| ------------------------ | ------------------ | ---------- | ------- |
| Ascenso a Premier League | Hull City A. F. C. | Inglaterra | 2015-16 |

### Distinciones individuales
| Distinción                                      | Año  |
| ----------------------------------------------- | ---- |
| Máximo goleador del Torneo Intermedio (6 goles) | 2023 |
| Premios AUF - Mejor jugador del mes (abril)     | 2023 |
| Premios AUF - Mejor gol del mes (abril)         | 2023 |
| Premios AUF - Mejor jugador del mes (julio)     | 2023 |